# Villaverde de Guadalimar (kommunhuvudort)
Villaverde de Guadalimar är en kommunhuvudort i Spanien.   Den ligger i provinsen Provincia de Albacete och regionen Kastilien-La Mancha, i den centrala delen av landet, 240 km söder om huvudstaden Madrid. Villaverde de Guadalimar ligger 796 meter över havet och antalet invånare är 408.
Terrängen runt Villaverde de Guadalimar är huvudsakligen kuperad, men söderut är den bergig. Villaverde de Guadalimar ligger nere i en dal. Runt Villaverde de Guadalimar är det mycket glesbefolkat, med 7 invånare per kvadratkilometer. Närmaste större samhälle är Riópar, 7,7 km nordost om Villaverde de Guadalimar. 